# Мишмар-ха-Шарон
Мишмар-ха-Шарон (ивр. מִשְׁמַר הַשָּׁרוֹן‎) — кибуц Кибуцного движения в Центральном округе Израиля. Основан в 1933 году.

## География
Мишмар-ха-Шарон входит в состав регионального совета Эмек-Хефер в Центральном округе, северо-восточней Нетании. Восточней кибуца проходит шоссе № 4, к северу от него находится кибуц Маабарот, а южней — мошав Бейт-Ицхак.

## Население
По данным Центрального статистического бюро Израиля, население на начало 2020 года составляло 617 человек.

## История
В 1924 году группа из десяти репатриантов из СССР поселилась в Галилее — сначала в мошаве Явниэль, затем в мошаве́ Мигдаль, — чтобы получить опыт участия в еврейских сельскохозяйственных поселениях Палестины. Позже эта группа, вместе с присоединившимися к ней репатриантами из Польши перебралась в центр страны и в июне 1933 года основала там, в долине Шарон, кибуц Мишмар-ха-Шарон (в буквальном переводе Стража Шарона). Основатели кибуца занялись осушением окрестных болот, прокладывая каналы и высаживая эвкалиптовые рощи. Рост населения кибуца в эти годы происходил за счёт притока новых жителей из числа членов движения «Гордония». В 1941 году население кибуца достигло 100 человек.
Мишмар-ха-Шарон одним из первых в Израиле начал выращивать тропические сельскохозяйственные культуры — в первую очередь бананы. В последние годы британского мандата в кибуце был секретный склад оружия «Хаганы» и опорный пункт «Пальмаха». В эти годы в Мишмар-ха-Шароне родился его наиболее известный уроженец — будущий премьер-министр Израиля Эхуд Барак. После основания Израиля кибуц принял несколько групп европейских евреев, выживших в Катастрофе.

## Современность
В настоящее время около половины из примерно 450 жителей Мишмар-ха-Шарона составляют члены кибуца. В кибуце также насчитывается 120 детей. Ещё одна значительная группа населения состоит из учащихся ульпана в возрасте от 18 до 28 лет, не являющихся постоянными жителями.
Важным элементом кибуцного хозяйства была пекарня. После того, как её уничтожил пожар, часть членов кибуца заняты в сельском хозяйстве, но большинство работает за его пределами.